# كاي آجي برون
كاي آجي برون (بالدنماركية: Kai Aage Bruun)‏ هو ملحن دنماركي، ولد في 23 يناير 1899، وتوفي في 11 مايو 1971.